# Имеретинский, Константин Давидович
Царевич Константин Давидович Имеретинский (4 июля 1789 года — 3 мая 1844 года) — представитель имеретинской ветви династии Багратионов. 
Сын царя Давида II Имеретинского, Константин был признан наследником Соломона II, который сменил его отца. Правопреемство Константина на троне Имеретии было прекращено аннексией этой страны Россией в 1810 году. Впоследствии Константин поступил на военную службу Российской империи, где дослужился до генерал-майора.

## Ранние годы
Князь Константин был сыном царя Давида II Имеретинского и Анны Орбелиани. В возрасте трех лет он был передан в качестве аманата отцом Соломону II, который выиграл борьбу за власть и сверг Давида в 1791 году. Когда Давид попытался вернуть трон в 1792 году, Соломон заключил Константина в тюрьму в замке Мухури. Когда Давид II умер в изгнании в Османском пашалике Ахалцихе в 1795 году, Константин оказался в конфликтной ситуации; он стал единственным наследником престола как ближайший законный кровный родственник своего бездетного похитителя Соломона II.
В марте 1802 года вдова Давида царица Анна, подвергшаяся преследованиям со стороны Соломона, сбежала из Имеретии и обратилась к царю Александру I с просьбой об освобождении её сына. Российский дипломат Александр Соколов прибыл в Имеретию для переговоров, но Соломон был непреклонен, опасаясь, что русские поддержат претензии Константина на престол. После долгих угроз и подкупа со стороны русского военачальника на Кавказе Павла Цицианова Соломон согласился освободить Константина при условии, что он недолго проживет в Тифлисе и как можно скорее уедет в Россию. Царица Анна также согласилась на этот компромисс, и 30 мая 1803 года Константина сопроводили в Тифлис. В апреле 1804 года Соломон был вынужден признать сюзеренитет России в Элазнаурской конвенции и в одном из её положений признал Константина своим наследником.

## Побег и переезд в Санкт-Петербург
Константин проживал в Тифлисе под надзором России до июня 1804 года, когда, обеспокоенный тем, что российские власти рассматривают возможность переселения его в Россию, он воспользовался отъездом Цицианова на Эриванский поход и бежал в Имеретию. Там он укрылся в имении своего зятя князя Давида Агиашвили. Соломон примирился с Константином и пожаловал ему несколько замков и деревень, таких как Чхари и Цирквали, для его имения. Посланная за ним группа русских солдат не смогла его догнать; ни угрозы, ни уговоры не могли заставить Константина вернуться в Тифлис. Точно так же Соломон неоднократно отклонял просьбы российского правительства о его выдаче.
По мере того как отношения Соломона с Россией постепенно ухудшались, император Александр I приказал свергнуть Соломона и вместе со своим наследником Константином выслать из Имеретии. В феврале 1810 года русская армия двинулась на завоевание Имеретии. Константин был с Соломоном, поощряя его сопротивляться, пока царь, наконец, не решил капитулировать в марте 1810 года. В апреле 1810 года Константин тоже сдался, и, не получив разрешения на частное проживание в своём имении, подчинился приказу переехать в Россию. 31 июля он выехал из Тифлиса в Санкт-Петербург.

## Жизнь в России
28 марта 1812 года высочайшим приказом Константин был зачислен в Казачий лейб-гвардии полк ротмистром и назначен флигель-адъютантом. Затем он был переведён в лейб-гвардии гусарский полк в 1813 году. Принимал участие в войне против Наполеоновской Франции с 1812 по 1814 год. В 1817 году Константин стал генерал-майором и назначен командиром 1-й бригады 1-й гусарской дивизии. Награждён российскими орденами Св. Владимира 4-й степени и Св. Анны 1-й степени. Князь Константин вышел в отставку с военной службы в 1838 году. Умер в Москве в 1844 году и был похоронен в усыпальнице царей Имеретинских — Сретенской церкви Донского монастыря.
Его детям указом от 1865 года было разрешено потомственно именоваться и титуловаться светлейшими князьями Имеретинскими.

## Семья
1-й брак (с 1806 по 1815) — Анастасия Георгиевна Абашидзе (1795–1821). 
Дети: 
- Нино (1807–1847). Ее муж — князь Иван Малхазович Андроникашвили
- Георгий (1809–1819)

2-й брак (с 1822) — Мария Тереза (в крещ. Анна Дионисьевна) Лопес де Сильва, дочь португальского дипломата
Дети:
- Константин (1827–1885). 1-й брак — Анна Михайловна Котляровская, 2-й брак — Надежда Ивановна Рубец (род. 1839).
- Николоз (Николай) (1830–1894), генерал-лейтенант. Был женат первым браком на Марии Елпидифоровне Зуровой (1840–1860), дочери Е.А.Зурова. 2-й брак — Екатерина Николаевна Зубова (в своем первом браке Волоцкая; ок. 1840–1919)

3-й брак — Екатерина Сергеевна Страхова (1819–1875)
Дети:
- Александр (1837–1900). Его жена — графиня Анна Александровна Мордвинова (1841–1914)
- Мария

## Награды
- Орден Святой Анны 1 ст. (1811)[14]
- Орден Святого Владимира 4 ст. с бантом (1812)
- Австрийский Орден Леопольда малый крест (1825)
- Прусский орден Pour le Mérite (1825)

## Комментарии
1. ↑  Титул был официально признан за ним в России в 1804 году[1].